# きんいろモザイク (アニメ)
『きんいろモザイク』（kin-iro mosaic）は、原悠衣による日本の4コマ漫画『きんいろモザイク』を原作としたアニメ作品。
ここでは、主要声優による声優ユニットであるRhodanthe*（ローダンセ）についても記述する。

## 概要
2012年12月にテレビアニメ化が発表され、第1期『きんいろモザイク』が2013年7月から9月にかけて、第2期『ハロー!!きんいろモザイク』が2015年4月から6月にかけて放送された。
2016年11月には劇場アニメ『きんいろモザイク Pretty Days』が、2021年8月には『きんいろモザイク Thank you!!』がそれぞれ公開された。
ロゴの英字表記は「gold mosaic」から「kin-iro mosaic」に変更された。
本作においては舞台となる地名は特に明示されていないが、アニメにおいては千葉県・京成電鉄の沿線、アリスやカレンの故郷としてイギリスコッツウォルズ地方の風景や同ウィルトシャー州カースル・クームに実在するB&B「フォス・ファームハウス」が描かれている。1989年開業の同B&Bは本作に描かれたことにより聖地巡礼の場となり、2018年4月にはイギリス自動車協会主催の「B&B物語賞」を受賞。英国放送協会（BBC）でも本作と共に取材された。

## 登場人物
- 大宮忍 - 西明日香
- アリス・カータレット - 田中真奈美
- 小路綾 - 種田梨沙
- 猪熊陽子 - 内山夕実
- 九条カレン - 東山奈央
- 松原穂乃花 - 諏訪彩花
- 日暮香奈 - 中津真莉
- 大宮勇 - 田村ゆかり
- 烏丸さくら - 佐藤聡美
- 久世橋朱里 - 大西沙織
- 猪熊空太 - 潘めぐみ
- 猪熊美月 - 村川梨衣

## 製作
|                               | 第1期                                          | 第2期                                          |
| ----------------------------- | ---------------------------------------------- | ---------------------------------------------- |
| 原作                          | 原悠衣（芳文社 「まんがタイムきららMAX」連載） | 原悠衣（芳文社 「まんがタイムきららMAX」連載） |
| 監督                          | 天衝                                           | 天衝                                           |
| 副監督                        | N/A                                            | 名和宗則                                       |
| シリーズ構成                  | 綾奈ゆにこ                                     | 綾奈ゆにこ                                     |
| キャラクターデザイン          | 植田和幸                                       | 植田和幸                                       |
| プロップデザイン              | 中田知里、コレサワシゲユキ                     | 中田知里、コレサワシゲユキ                     |
| プロップデザイン              | N/A                                            | 灯夢                                           |
| キーアニメーター              | 野中正幸                                       | 谷拓也                                         |
| 美術監督                      | 柴田千佳子                                     | 柴田千佳子                                     |
| 色彩設計                      | 歌川律子                                       | 歌川律子                                       |
| 撮影監督                      | 宋賢大                                         | 宋賢大                                         |
| 編集                          | 武宮むつみ                                     | 武宮むつみ                                     |
| 音響監督                      | 明田川仁                                       | 明田川仁                                       |
| 音楽                          | 川田瑠夏                                       | 川田瑠夏                                       |
| 音楽プロデューサー            | 佐藤正和                                       | 佐藤正和                                       |
| 音楽制作                      | フライングドッグ                               | フライングドッグ                               |
| チーフプロデューサー          | 田中信作                                       | 中山卓也                                       |
| チーフプロデューサー          | 大澤信博                                       |                                                |
| プロデューサー                | 河本紗知、小林宏之、小松茂明 林洋平、松尾光広  | 河本紗知、小林宏之、小松茂明 林洋平、松尾光広  |
| プロデューサー                | 山崎史紀 横田真吾                              | 深尾聡志 礒谷徳知                              |
| アニメーション プロデューサー | 富岡哲也                                       | 富岡哲也                                       |
| プロデュース                  | ジェンコ                                       | ジェンコ                                       |
| アニメーション 制作協力       | N/A                                            | AXsiZ                                          |
| アニメーション制作            | Studio五組                                     | Studio五組                                     |
| 製作                          | きんいろモザイク製作委員会                     | ハロー!!きんいろモザイク製作委員会             |

本作では英語監修として、ニチイ学館が運営する英会話教室「COCO塾」が参加している。

### 第1期
2013年7月から9月まで放送。全12話。「まんがタイムきららMAX」連載作品のアニメ化は、『かなめも』以来4年ぶりだった。
キャラクターデザインの植田和幸をはじめ作画面では2012年7月から9月まで放送された『この中に1人、妹がいる!』のメインスタッフが多く名を連ね、アニメーション制作も同じくStudio五組が担当している一方、シリーズ構成はメディアファクトリーのプロデューサーである河本紗知からの依頼で綾奈ゆにこが担当している。本作を企画段階から気に入った綾奈は、依頼の詳細を聞かないうちに快諾して原作を読み、感銘を受けた。「原作を読んだ時に感じた心地よさや可愛いらしい雰囲気を、そのままアニメにしたいな」という綾奈の思いによって構成された内容に、監督の天衝の発案で第1話に原作では3コマ+数ページしかなかったイギリス編が盛り込まれたため、綾奈は原作の原悠衣から4コマのネームを8本という形でアイデアをもらい、書き上げた。
第6話にもアニメオリジナル要素が盛り込まれているが、当初はロケハンで訪れた地域に花火大会があるので初稿はそのように書いたものの、他のキャラに置き換えても成立してしまう話ではダメという思いから書き直して本編の内容となった。また、その本編のために原も浴衣のデザインを提供している。第10話のオムニバス形式や第12話のミュージカル形式にも綾奈のこだわりが活かされ、後者では天衝のアイデアによるミュージカルに音楽制作を担当したフライングドッグも乗り気となり、声優たちに仮アフレコをしてもらってから全体の尺を決め、映像に先行して音楽を書き下ろすという方法が取られたほか、『美女と野獣』などディズニー作品が参考にされた。
原から全面的に信頼されてシリーズ構成を一任された綾奈は原へ感謝する一方、担当編集からの提案でテレビアニメ版から入った人向けに次回予告の4コマ漫画を依頼しており、その出来を毎回楽しんでいた。また、BD/DVD第1巻の特典BOXに第12話のミュージカルシーンを原がイラストに起こしたことを聞いたときは、感激して自宅で泣いてしまった。そのほか、イベントなどで原と声優の間にもイラストやメッセージが交わされるなどのキャッチボールに、嬉しさを感じたという。

### 第2期
「ハロー!!きんいろモザイク」のタイトルで、2015年4月から6月まで放送。全12話。まんがタイムきららMAX連載作品でテレビアニメ第2期が製作されたのは、本作が初だった。
2014年3月21日にこの第2期の製作が発表された。
大半のスタッフが第1期から引き続き参加しているが、監督の天衝は2014年放送の『グリザイアの果実』から引き続いて本作と同時期放送の続編『グリザイアの楽園』の監督も平行して担当していたことから、彼の補佐として第1期から演出として参加していた名和宗則が副監督に就任している。また、アニメーション制作協力にAXsiZ（アクシズ）が参加している。
エンドカードは写真になっており、第1話 - 第3話でこけし作り、第4話で忍こけし完成、第5話 - 第10話で忍こけしとロケ先の記念写真、第11話で宮城県白石市の弥治郎こけし村にてRhodanthe*5人が製作したこけしの写真と、全てにこけしが登場するものになっている。
第11話Cパートは第1期第10話の嘘予告をアニメ化。衣装デザインは原悠衣によるもの。

## 主題歌
第1期
オープニングテーマ「Jumping!!」
作詞 - yuiko / 作曲 - Meis Clauson / 編曲 - 上杉洋史 / 歌 - Rhodanthe*（西明日香、田中真奈美、種田梨沙、内山夕実、東山奈央）
第1話ではBパートの後に流され、続けてエンディングという構成となっている。
エンディングテーマ「Your Voice」
作詞・作曲 - 中塚武 / 編曲 - 上杉洋史 / 歌 - Rhodanthe*（西明日香、田中真奈美、種田梨沙、内山夕実、東山奈央）
中塚のアルバム「GIRLS & BOYS」（2006年発表、ゲストシンガーとして土岐麻子が参加）収録曲のカヴァー。
挿入歌
「おたんじょうびのうた」（第4話）
歌 - アリス・カータレット（田中真奈美）
忍がお誕生日を迎えた際に作った歌で、「Happy Birthday to you」の翻訳のような歌詞を繰り返していた。
「ぎんいろスノウドロップ」（第7話）
作詞 - RUCCA / 作曲 - Ken-G / 編曲 - 鴇沢直 / 歌 - アリス・カータレット（田中真奈美） from Rhodanthe*
「さくらいろチェリッシュ」（第7話）
作詞 - RUCCA / 作曲 - 安斎高春 / 編曲 - 上杉洋史 / 歌 - Rhodanthe*

第2期
オープニングテーマ
「夢色パレード」（第1話 - 第9話、第11話 - 第12話）
作詞 - yuiko / 作曲 - Meis Clauson / 編曲 - 上杉洋史 / 歌 - Rhodanthe*
第1話ではエンディングの次に使用。
第5話からはラストの部分がこれまでのダイジェスト映像から、キャラクターが輪になった状態で手を繋いで順番にジャンプ（または手を上げる）していく映像に変わった。
曲の始まりの歌唱担当者は回によって異なり、歌詞も異なる。
「きらめきいろサマーレインボー」（第10話）
作詞 - yuiko / 作曲 - 石原理酉 / 編曲 - 上杉洋史 / 歌 - Rhodanthe*
エンディングテーマ「My Best Friends」
作詞・作曲 - 中塚武 / 編曲 - 上杉洋史 / 歌 - Rhodanthe*
第5話からは一部静止画だった場面が動くようになった。

## 各話リスト
サブタイトルは絵本のタイトルに由来する。第１期において構成は基本的に原作での時間順となっているが一部のエピソードの順番（陽子の透視関係ネタなど）が前後しているものもある。また最終話は前半が2年生進級後、後半は進級前となっているため、前半と後半の間で一旦EDが流れストーリーを区切る形式となっている。 
| 話数       | サブタイトル                       | 脚本       | 絵コンテ                 | 演出                       | 作画監督                                            | 総作画監督                                  |
| 第1期      | 第1期                              | 第1期      | 第1期                    | 第1期                      | 第1期                                               | 第1期                                       |
| ---------- | ---------------------------------- | ---------- | ------------------------ | -------------------------- | --------------------------------------------------- | ------------------------------------------- |
| Episode 1  | ふしぎの国の                       | 綾奈ゆにこ | 天衝                     | 天衝                       | 大河原晴男 谷拓也                                   | -                                           |
| Episode 2  | ちっちゃくたって                   | 綾奈ゆにこ | 天衝                     | 青柳隆平                   | 宇佐美皓一 野中正幸 山口光紀                        | 植田和幸 二宮壮史 野中正幸                  |
| Episode 3  | どんなトモダチできるかな           | 浦畑達彦   | サトウシンジ             | サトウシンジ               | 松原栄介 野中正幸                                   | 植田和幸 二宮壮史 野中正幸                  |
| Episode 4  | あめどきどきあや                   | 綾奈ゆにこ | 酒井和男                 | 青柳隆平                   | 鷲田敏弥 ABOUT17                                    | 植田和幸 二宮壮史                           |
| Episode 5  | おねえちゃんといっしょ             | 浦畑達彦   | ところともかず           | ところともかず             | 澤田譲治                                            | 植田和幸 二宮壮史                           |
| Episode 6  | 金のアリス、金のカレン             | 綾奈ゆにこ | 名和宗則                 | 名和宗則                   | 藤原未来夫 横松雄馬 酒井孝裕 大高雄太 西山伸吾      | 植田和幸 二宮壮史 ABOUT17                   |
| Episode 7  | はらぺこカレン                     | 髙橋龍也   | きみやしげる             | セトウケンジ               | 柳孝相                                              | 植田和幸 二宮壮史 片岡英之 野中正幸         |
| Episode 8  | きょうはなんの日？                 | 髙橋龍也   | 名村英敏                 | 青柳隆平 蔵本穂高          | 松原栄介 野中正幸                                   | 植田和幸 ABOUT17                            |
| Episode 9  | ねないこだれだ                     | 浦畑達彦   | サトウシンジ             | サトウシンジ               | 李周鉉 嵩本樹 桜井正明 武本大介                     | 植田和幸 二宮壮史 ABOUT17 片岡英之          |
| Episode 10 | すてきな五にんぐみ                 | 綾奈ゆにこ | 佐藤卓哉                 | ところともかず             | 澤田譲治 杉本道明 田畑昭 沼津雅人 松浦仁美          | 植田和幸 二宮壮史 ABOUT17 片岡英之          |
| Episode 11 | どんなにきみがすきだかあててごらん | 高橋龍也   | 安食圭                   | 博史池畠                   | 和田伸一 山崎輝彦 横松雄馬 藤原未来夫               | 植田和幸 二宮壮史 ABOUT17 片岡英之 横松雄馬 |
| Episode 12 | きんいろのとき                     | 綾奈ゆにこ | 名和宗則 天衝            | 名和宗則 サトウシンジ 天衝 | 藤原未来夫 松原栄介 横松雄馬 ABOUT17 野中正幸       | 植田和幸 二宮壮史 野中正幸 片岡英之 ABOUT17 |
| 第2期      |                                    |            |                          |                            |                                                     |                                             |
| Episode 1  | はるがきたっ                       | 綾奈ゆにこ | 星川孝文 清水聡          | 山本天志                   | 谷拓也 片岡英之 横松雄馬 酒井孝裕 岡昭彦            | 植田和幸 横松雄馬 片岡英之                  |
| Episode 2  | プレゼント・フォー・ユー           | 綾奈ゆにこ | セトウケンジ             | セトウケンジ               | 西山伸吾 中本尚子 小澤円                            | 野中正幸                                    |
| Episode 3  | あなたがとってもまぶしくて         | 浦畑達彦   | サトウシンジ             | 藏本穂高                   | 山本正嗣 李相振                                     | 横松雄馬 片岡英之                           |
| Episode 4  | 雨にもまけず                       | 高橋龍也   | 清水聡                   | 浅見松雄                   | 佐野陽子 船越麻友美                                 | -                                           |
| Episode 5  | おねえちゃんとあそぼう             | 冨田頼子   | 上坪亮樹                 | 青柳隆平                   | 西山伸吾 ハンミンギ 松原栄介 谷拓也 横松雄馬 大島縁 | 野中正幸                                    |
| Episode 6  | きになるあの子                     | 高橋龍也   | 岩崎良明                 | 本間修                     | 中島美子 川島明子                                   | 横松雄馬 片岡英之                           |
| Episode 7  | マイ・ディア・ヒーロー             | 浦畑達彦   | 宮崎修治 清水聡          | 藏本穂高                   | 谷拓也 武本大介 山口飛鳥                            | 横松雄馬 片岡英之                           |
| Episode 8  | もうすぐ夏休み                     | 関根アユミ | 吉田泰三                 | 村田尚樹                   | 岡昭彦                                              | 野中正幸                                    |
| Episode 9  | とっておきの一日                   | 伊神貴世   | 金崎貴臣                 | 小野田雄亮                 | 鄭晧元 宋進英 谷口繁則                              | 横松雄馬 片岡英之                           |
| Episode 10 | 海べのやくそく                     | 関根アユミ | 名和宗則                 | 名和宗則                   | 小関雅 輿石暁 飯飼一幸 松原栄介                     | 野中正幸 植田和幸                           |
| Episode 11 | ほんのすこしの長いよる             | 高橋龍也   | 川畑えるきん 清水聡 天衝 | 浅見松雄                   | 佐野陽子 船越麻友美 相坂ナオキ 木下由美子           | 横松雄馬 片岡英之 野中正幸                  |
| Episode 12 | なによりとびきり好きだから         | 綾奈ゆにこ | 清水聡 橋本裕之          | 山本天志                   | 谷拓也 服部憲知 服部益実 ハン・ミンギ               | 野中正幸 横松雄馬 片岡英之                  |

## キャラクターコメンタリー
第1期ではAT-Xの第4回目（毎週金曜日）のみ、キャラクターコメンタリー『どきどきホームビデオ鑑賞会』を放送した。なお、この回の音声はキャラクターコメンタリー版のみの放送となるため、コメンタリー音声/本編音声の切り替えはできない。このコメンタリーは各巻のBD/DVDに収録された。第2期ではDVD&Blu-ray映像特典としてキャラクターコメンタリーとキャストコメンタリーを収録。
| 話数       | キャラクターコメンタリー          | 出演キャラクター                                           | コメンタリー 脚本 |
| 第1期      | 第1期                             | 第1期                                                      | 第1期             |
| ---------- | --------------------------------- | ---------------------------------------------------------- | ----------------- |
| Episode 1  | どきどきホームビデオ鑑賞会その1   | 大宮忍、アリス・カータレット、九条カレン                   | 綾奈ゆにこ        |
| Episode 2  | どきどきホームビデオ鑑賞会その2   | 大宮忍、小路綾、猪熊陽子                                   | 関根アユミ        |
| Episode 3  | どきどきホームビデオ鑑賞会その3   | アリス・カータレット、猪熊陽子、九条カレン                 | 関根アユミ        |
| Episode 4  | どきどきホームビデオ鑑賞会その4   | 大宮忍、アリス・カータレット、小路綾                       | 伊神貴世          |
| Episode 5  | どきどきホームビデオ鑑賞会その5   | 大宮忍、猪熊陽子、九条カレン                               | 伊神貴世          |
| Episode 6  | どきどきホームビデオ鑑賞会その6   | アリス・カータレット、小路綾、九条カレン                   | 関根アユミ        |
| Episode 7  | どきどきホームビデオ鑑賞会その7   | 小路綾、猪熊陽子、九条カレン                               | 伊神貴世          |
| Episode 8  | どきどきホームビデオ鑑賞会その8   | 大宮忍、アリス・カータレット、猪熊陽子                     | 関根アユミ        |
| Episode 9  | どきどきホームビデオ鑑賞会その9   | アリス・カータレット、小路綾、猪熊陽子                     | 伊神貴世          |
| Episode 10 | どきどきホームビデオ鑑賞会その10  | 大宮忍、小路綾、九条カレン                                 | 冨田頼子          |
| Episode 11 | どきどきホームビデオ鑑賞会その11  | 大宮忍、アリス・カータレット、九条カレン                   | 伊神貴世          |
| Episode 12 | どきどきホームビデオ鑑賞会その12  | 大宮忍、アリス・カータレット、小路綾、猪熊陽子、九条カレン | 伊神貴世          |
| 第2期      |                                   |                                                            |                   |
| 第1話      | どきどき!!ホームビデオ鑑賞会その1 | 小路綾、猪熊陽子、九条カレン                               | 関根アユミ        |
| 第2話      | キャストオーディオコメンタリー    | 西明日香、田中真奈美                                       | -                 |
| 第3話      | キャストオーディオコメンタリー    | 西明日香、内山夕実、東山奈央                               | -                 |
| 第4話      | どきどき!!ホームビデオ鑑賞会その2 | アリス・カータレット、小路綾、烏丸さくら、久世橋朱里       | 伊神貴世          |
| 第5話      | どきどき!!ホームビデオ鑑賞会その3 | 大宮忍、猪熊陽子、大宮勇                                   | 冨田頼子          |
| 第6話      | キャストオーディオコメンタリー    | 田中真奈美、種田梨沙、東山奈央                             | -                 |
| 第7話      | どきどき!!ホームビデオ鑑賞会その4 | アリス・カータレット、小路綾、九条カレン                   | 冨田頼子          |
| 第8話      | キャストオーディオコメンタリー    | 西明日香、内山夕実                                         | -                 |
| 第9話      | キャストオーディオコメンタリー    | 西明日香、種田梨沙、内山夕実                               | -                 |
| 第10話     | どきどき!!ホームビデオ鑑賞会その5 | 大宮忍、九条カレン、松原穂乃花                             | 関根アユミ        |
| 第11話     | キャストオーディオコメンタリー    | 西明日香、田中真奈美                                       | -                 |
| 第12話     | どきどき!!ホームビデオ鑑賞会その6 | 大宮忍、アリス・カータレット、小路綾、猪熊陽子、九条カレン | 綾奈ゆにこ        |

## 放送局
| 放送期間                     | 放送時間                     | 放送局       | 対象地域 | 備考                              |
| ---------------------------- | ---------------------------- | ------------ | -------- | --------------------------------- |
| 2013年7月6日 - 9月21日       | 土曜 20:30 - 21:00           | AT-X         | 日本全域 | 製作委員会参加 / リピート放送あり |
| 2013年7月8日 - 9月23日       | 月曜 23:30 - 火曜 0:00       | サンテレビ   | 兵庫県   |                                   |
| 2013年7月9日 - 9月24日       | 火曜 0:30 - 1:00（月曜深夜） | TOKYO MX     | 東京都   |                                   |
|                              | 火曜 1:30 - 2:00（月曜深夜） | KBS京都      | 京都府   |                                   |
| 2013年7月10日 - 9月25日      | 水曜 2:05 - 2:35（火曜深夜） | テレビ愛知   | 愛知県   |                                   |
|                              |                              | テレビ北海道 | 北海道   | 作者の在住地                      |
| 2013年7月12日 - 9月27日      | 金曜 0:00 - 0:30（木曜深夜） | BS11         | 日本全域 | 『ANIME+』枠                      |
| 2017年10月5日 - 2018年1月4日 | 木曜 23:00 - 23:30           | とちぎテレビ | 栃木県   |                                   |

| 配信期間                | 配信時間                     | 配信サイト         | 備考            |
| ----------------------- | ---------------------------- | ------------------ | --------------- |
| 2013年7月12日 - 9月27日 | 金曜 0:30 - 1:00（木曜深夜） | ニコニコ生放送     |                 |
|                         | 金曜 1:00（木曜深夜） 更新   | ニコニコチャンネル | 最新話1週間無料 |
| 2013年7月20日 - 10月5日 | 土曜 0:00（金曜深夜） 更新   | バンダイチャンネル |                 |

| 放送期間                | 放送時間                     | 放送局       | 対象地域 | 備考                              |
| ----------------------- | ---------------------------- | ------------ | -------- | --------------------------------- |
| 2015年4月6日 - 6月22日  | 月曜 0:00 - 0:30（日曜深夜） | AT-X         | 日本全域 | 製作委員会参加 / リピート放送あり |
|                         | 月曜 23:30 - 火曜 0:00       | サンテレビ   | 兵庫県   |                                   |
| 2015年4月7日 - 6月23日  | 火曜 0:00 - 0:30（月曜深夜） | TOKYO MX     | 東京都   |                                   |
|                         | 火曜 1:00 - 1:30（月曜深夜） | KBS京都      | 京都府   |                                   |
| 2015年4月8日 - 6月24日  | 水曜 2:05 - 2:35（火曜深夜） | テレビ北海道 | 北海道   | 作者の在住地                      |
| 2015年4月9日 - 6月25日  | 木曜 2:05 - 2:35（水曜深夜） | テレビ愛知   | 愛知県   |                                   |
| 2015年4月10日 - 6月26日 | 金曜 0:00 - 0:30（木曜深夜） | BS11         | 日本全域 | ANIME+枠                          |
| 2018年1月11日 -         | 木曜 23:00 - 23:00           | とちぎテレビ | 栃木県   |                                   |

| 配信期間                | 配信時間                     | 配信サイト         | 備考                          |
| ----------------------- | ---------------------------- | ------------------ | ----------------------------- |
| 2015年4月10日 - 6月26日 | 金曜 0:30 - 1:00（木曜深夜） | ニコニコ生放送     |                               |
|                         | 金曜 1:00（木曜深夜） 更新   | ニコニコチャンネル | 第1話無料、第2話以降1週間無料 |
| 2015年4月17日 - 7月3日  | 金曜 0:00（木曜深夜） 更新   | バンダイチャンネル | 第1話無料、第2話以降有料      |
|                         |                              | GYAO!              | 第1話無料、第2話以降有料      |
| 2015年4月24日 - 7月10日 | 金曜 12:00 更新              | dアニメストア      | 会員1週間無料                 |

## 関連商品

### BD / DVD
| 巻  | 発売日         | 収録話          | 規格品番   | 規格品番  |
| 巻  | 発売日         | 収録話          | BD         | DVD       |
| --- | -------------- | --------------- | ---------- | --------- |
| 1   | 2013年9月25日  | 第1話 - 第2話   | ZMXZ-8771  | ZMBZ-8781 |
| 2   | 2013年10月30日 | 第3話 - 第4話   | ZMXZ-8772  | ZMBZ-8782 |
| 3   | 2013年11月27日 | 第5話 - 第6話   | ZMXZ-8773  | ZMBZ-8783 |
| 4   | 2013年12月25日 | 第7話 - 第8話   | ZMXZ-8774  | ZMBZ-8784 |
| 5   | 2014年1月29日  | 第9話 - 第10話  | ZMXZ-8775  | ZMBZ-8785 |
| 6   | 2014年2月26日  | 第11話 - 第12話 | ZMXZ-8776  | ZMBZ-8786 |
| BOX | 2016年11月25日 | 第1話 - 第12話  | ZMAZ-10884 | -         |

| 巻  | 発売日         | 収録話          | 規格品番   | 規格品番   |
| 巻  | 発売日         | 収録話          | BD         | DVD        |
| --- | -------------- | --------------- | ---------- | ---------- |
| 1   | 2015年6月24日  | 第1話 - 第2話   | ZMXZ-10041 | ZMBZ-10051 |
| 2   | 2015年7月24日  | 第3話 - 第4話   | ZMXZ-10042 | ZMBZ-10052 |
| 3   | 2015年8月26日  | 第5話 - 第6話   | ZMXZ-10043 | ZMBZ-10053 |
| 4   | 2015年9月25日  | 第7話 - 第8話   | ZMXZ-10044 | ZMBZ-10054 |
| 5   | 2015年10月28日 | 第9話 - 第10話  | ZMXZ-10045 | ZMBZ-10055 |
| 6   | 2015年11月25日 | 第11話 - 第12話 | ZMXZ-10046 | ZMBZ-10056 |
| BOX | 2020年3月18日  | 第1話 - 第12話  | ZMAZ-13801 | -          |

### CD
Rhodanthe*名義のものは#Rhodanthe*の項を参照。
| タイトル                                                                       | 発売日        | 規格品番   | 規格品番   |
| タイトル                                                                       | 発売日        | 初回盤     | 通常盤     |
| ------------------------------------------------------------------------------ | ------------- | ---------- | ---------- |
| TVアニメーション きんいろモザイク サウンドブック はじめまして よろしくね。     | 2013年8月21日 |            | VTCL-60349 |
| TVアニメーション きんいろモザイク サウンドブック いつまでも一緒だよ。          | 2013年10月9日 | VTCL-60351 |            |
| 『ハロー!!きんいろモザイク』キャラクターCD Music Palette 1 忍*アリス           | 2014年12月3日 | VTZL-89    | VTCL-35196 |
| 『ハロー!!きんいろモザイク』キャラクターCD Music Palette 2 綾*陽子             | 2015年2月4日  | VTZL-90    | VTCL-35197 |
| 『ハロー!!きんいろモザイク』キャラクターCD Music Palette 3 カレン*穂乃花       | 2015年4月1日  | VTZL-91    | VTCL-35198 |
| TVアニメーション『ハロー!!きんいろモザイク』サウンドブック「また、会えたね。」 | 2015年6月17日 |            | VTCL-60401 |

### アプリ
- しゃべる! きんモザスタンプ（2015年11月11日発売、博報堂DYミュージック&ピクチャーズとゲームゲート）
- きんモザアラーム〜カレン編〜（2015年12月3日発売、博報堂DYミュージック&ピクチャーズとゲームゲート）
- きんモザアラーム〜アリス編〜（2016年2月12日発売、博報堂DYミュージック&ピクチャーズとゲームゲート）
- きんモザアラーム〜忍編〜（2016年3月25日発売、博報堂DYミュージック&ピクチャーズとゲームゲート）

アプリゲームについては#ゲームの節を参照

### ミニドラマ
『きゅんいろモザイク』のタイトルで、2013年6月25日より10月1日までYouTube内「FlyngDog Channel」にて約1分のミニドラマ（公式サイトでは「プチコンテンツ」と呼称する）が配信された。全29回。毎週火・木曜に更新。実写映像に、出演声優がアフレコでキャラクターの声を充てるという内容である。
出演はRhodanthe*（西明日香、田中真奈美、種田梨沙、内山夕実、東山奈央）。脚本は赤尾でこが担当。

## 劇場アニメ
第1作『きんいろモザイク Pretty Days』は、2016年11月12日から公開された。
2016年3月26日に開催された『AnimeJapan2016』のステージイベント『ハロー!!きんいろモザイク＆ゆゆ式 合同同窓会』にて、このスペシャルエピソード（劇場版）の製作が発表された。なお、同年9月1日に病気療養で長期休養となった小路綾役の種田梨沙は、休養前に収録済みのため、予定通り出演することが発表された。興行収入は9500万円。
第2作は連載が最終回を迎えた際に製作が発表された。2020年6月27日には、タイトル『きんいろモザイク Thank you!!』とティザービジュアルが公開された。2021年8月20日に公開。興行収入は9700万円。

### スタッフ（劇場アニメ）
|                               | 第1作                                                                | 第2作                                              |
| ----------------------------- | -------------------------------------------------------------------- | -------------------------------------------------- |
| 監督                          | 天衝                                                                 | 名和宗則                                           |
| 構成                          | 天衝                                                                 | N/A                                                |
| 副監督                        | 名和宗則                                                             | 山本天志                                           |
| 脚本                          | 高橋龍也                                                             | 綾奈ゆにこ                                         |
| キャラクターデザイン          | 植田和幸                                                             | 植田和幸                                           |
| 総作画監督                    |                                                                      |                                                    |
| 植田和幸                      | 植田和幸、小関雅、山内尚樹                                           |                                                    |
| メインプロップ デザイン       | N/A                                                                  | コレサワシゲユキ、灯夢 小高みちる、小関雅 中田知里 |
| 色彩設計                      | 歌川律子、木村聡子                                                   | 村口冬仁 歌川律子（監修）                          |
| 美術監督                      | 柴田千佳子                                                           | 柴田千佳子                                         |
| 撮影監督                      | 熊澤祐哉                                                             | 山本聖                                             |
| 音響監督                      | 明田川仁                                                             | 明田川仁                                           |
| 音楽                          | 川田瑠夏                                                             | 川田瑠夏                                           |
| 音楽制作                      | N/A                                                                  | フライングドッグ                                   |
| 音楽プロデューサー            | 佐藤正和                                                             | N/A                                                |
| プロデューサー                | 河本紗知、深尾聡志、小林宏之 伊藤将生、金庭こず恵 礒谷徳知、松尾光広 | N/A                                                |
| アニメーション プロデューサー | 富岡哲也                                                             | 富岡哲也                                           |
| プロデュース                  | ジェンコ                                                             | ジェンコ                                           |
| 配給                          | ショウゲート                                                         | ショウゲート                                       |
| アニメーション制作            | Studio五組                                                           | Studio五組                                         |
| アニメーション制作            | N/A                                                                  | AXsiZ                                              |
| 製作                          | きんいろモザイク Pretty Days 製作委員会                              | 劇場版きんいろモザイク Thank you!!製作委員会       |

### 主題歌（劇場アニメ）
第1作
オープニングテーマ「Happy★Pretty★Clover」
作詞 - yuiko / 作曲 - Meis Clauson / 編曲 - 上杉洋史 / 歌 - Rhodanthe*
エンディングテーマ
「Shining Star」
作詞・作曲 - 中塚武 / 編曲 - 上杉洋史 / 歌 - Rhodanthe*
「Starring!!」
作詞 - yuiko / 作曲 - 木村有希 / 編曲 - 上杉洋史 / 歌 - Rhodanthe*
第2作
オープニングテーマ「きんいろローダンセ」
作詞 - yuiko / 作曲・編曲 - kz / ブラスアレンジ - 白戸佑輔 / 歌 - Rhodanthe*
エンディングテーマ
「Thank You for Your Smile」
作詞・作曲 - 中塚武 / 編曲 - 上杉洋史 / 歌 - Rhodanthe*
「Land of hope and glory」
作詞 - Arthur Christopher Benson (Arthur Christopher Benson)  / 作曲 - Edward William Elgar / 編曲 - 川田瑠夏 / 歌 - Rhodanthe*
挿入歌「Cheers」
作詞 - yuiko / 作曲・編曲 - 白戸佑輔 / 歌 - Rhodanthe*

### 舞台挨拶（Pretty Days）
「きんいろモザイク Pretty Days」初日舞台挨拶
「きんいろモザイク Pretty Days」の公開を記念して、公開初日の2016年11月12日に以下の5ヶ所で舞台挨拶を行った。
- 東京都 新宿バルト9（出演：西明日香・田中真奈美・内山夕実・東山奈央）
- 東京都 シネマサンシャイン池袋、埼玉県 MOVIXさいたま（出演：西明日香・内山夕実）
- 神奈川県 川崎チネチッタ、神奈川県 横浜ブルク13（出演：田中真奈美・東山奈央）

「きんいろモザイク Pretty Days」大ヒット記念舞台挨拶
「きんいろモザイク Pretty Days」の大ヒットを記念して、2016年11月27日に以下の3ヶ所で舞台挨拶を行った。
- 東京都 新宿バルト9（出演：西明日香・田中真奈美・内山夕実・東山奈央）
- 神奈川県 横浜ブルク13（出演：西明日香・田中真奈美・内山夕実・東山奈央）
- 東京都 T・ジョイPRINCE品川（出演：西明日香・田中真奈美・内山夕実・東山奈央）

## イベント
Rhodanthe*名義のものは#Rhodanthe*の項を参照。
アニメ コンテンツ エキスポ 2013（2日目）
2013年3月31日に幕張メッセにて、ステージイベントが開催された。

きんいろモザイク放送直前イベント〜キラキラしたモザイクのかけら、集めに行きます！〜
放送に先駆け、キャストによるお土産の配布と一部会場(*印)で先行上映会が行われた。
- 2013年6月28日 東京都・AKIHABARAゲーマーズ本店* （出演：西明日香・田中真奈美・種田梨沙・内山夕実・東山奈央）
- 2013年6月29日 愛知県・ゲーマーズ名古屋店、ジーストア名古屋* （出演：西明日香・田中真奈美）
- 2013年6月30日 大阪府・アニメイト日本橋店*、ゲーマーズなんば店、アニメイト天王寺店（出演：西明日香・田中真奈美）
- 2013年6月30日 埼玉県・アニメイト大宮店、東京都・アニメイト渋谷店、アニメイト新宿店（出演：種田梨沙・内山夕実・東山奈央）
- 2013年7月6日 神奈川県・アニメイト横浜店* （出演：西明日香・田中真奈美）
- 2013年7月7日 東京都・アニメイト池袋店*（出演：西明日香・田中真奈美・種田梨沙・内山夕実・東山奈央）

きんいろモザイク 〜としまえん迷子事件!?〜
2013年8月10日・11日・17日・18日の4日間、としまえんにて本作品の体感型ゲームイベントとして開催された。内容は遠足に来た“としまえん”で迷子になってしまった忍たち5人を、園内に残された手がかりを元に探し出し助け出すのが目的。

KIN-IRO MOSAIC Festa
2013年12月29日にギャラクシティ・西新井文化ホールにて、昼夜2部制で開催された。

まんがタイムきららフェスタ!
いずれも東京ドームシティホールにて昼夜2部制で開催。
第1回は2014年6月22日に開催。本作からは西明日香（忍）・田中真奈美（アリス）・種田梨沙（綾）の3名が出演した。
第2回は2015年6月28日に開催。本作からはメインキャスト5人全員が出演した。
第3回は2016年6月26日に開催。本作からはメインキャスト5人全員が出演した。

「ハロー!!きんいろモザイク」〜パレードはここから始まるよ！〜
2014年12月28日にユナイテッド・シネマ豊洲（アーバンドック ららぽーと豊洲内）にて開催。イベント開催地がファン投票で絞られた20都道府県の中からくじ引きで決定した（宮城県、茨城県、栃木県、千葉県、愛知県、京都府、広島県の7府県）。この模様は第2期のBD/DVD1〜3巻に分けて収録されている。なお、同日には第1期のオールナイト上映会も開催された。

「ハロー!!きんいろモザイク」〜パレードからコンニチハ！〜
前述の〜パレードはここから始まるよ！〜で決定した7都市で先行上映会とトークショーが開催された。
- 2015年3月8日 茨城県水戸市 シネプレックス水戸（出演：西明日香・田中真奈美・東山奈央）
- 2015年3月15日 栃木県宇都宮市 ヒカリ座（出演：西明日香・田中真奈美・東山奈央）
- 2015年3月29日 宮城県仙台市 MOVIX仙台（出演：西明日香・田中真奈美・種田梨沙・内山夕実・東山奈央）
- 2015年4月4日 広島県広島市 広島バルト11（出演：西明日香・田中真奈美・東山奈央）
- 2015年4月5日 京都府京都市 T・ジョイ京都（出演：西明日香・田中真奈美）
- 2015年4月5日 愛知県名古屋市 伏見ミリオン座（出演：内山夕実、東山奈央）
- 2015年4月12日 千葉県市川市 イオンシネマ市川妙典（出演：西明日香・田中真奈美・種田梨沙・内山夕実・東山奈央）

KIN-IRO MOSAIC Festa2
2015年9月20日に江戸川区総合文化センターにて昼夜2部制で開催。

KIN-IRO MOSAIC Festa3
2017年4月30日にさいたま市民会館おおみやにて昼夜2部制で開催。（出演：西明日香・田中真奈美・内山夕実・東山奈央）

## Rhodanthe*
Rhodanthe*（ローダンセ）は、『きんいろモザイク』の主要声優による声優ユニット。メンバーは西明日香、田中真奈美、種田梨沙、内山夕実、東山奈央、諏訪彩花（2019年正式加入）の6名。
2013年のテレビアニメ化にあたり、西・田中・種田・内山・東山の5名で結成。ユニット名は、主題歌のレコーディング時に5人全員で考案されたもので、キク科のローダンセと可愛さをアピールするアスタリスクを掛け合わせて付けられた。この名にした理由は、アリス愛用のかんざしとローダンセの和名であるヒロハノハナカンザシを掛け合わせたからとのこと。また、初期の名称候補には「金髪同好会」などがあったという。
2022年5月1日に活動終了を発表。8日に、ぴあアリーナMMにてラストライブ「Rhodanthe* Music Festival 2022 大感謝!!」を開催。その後、6月24日にWebラジオの最終回が配信され、6月30日にRhodanthe＊ラジオサポーターズクラブのサイトが閉鎖された。それをもって約9年にわたる活動が終了した。

### メンバー
| 声優       | キャラクター         | イメージカラー |
| ---------- | -------------------- | -------------- |
| 西明日香   | 大宮 忍              | 青             |
| 田中真奈美 | アリス・カータレット | ピンク         |
| 種田梨沙   | 小路 綾              | 紫             |
| 内山夕実   | 猪熊 陽子            | 緑             |
| 東山奈央   | 九条 カレン          | オレンジ       |
| 諏訪彩花   | 松原 穂乃花          | 白             |

2016年1月1日のライブでは、松原穂乃花役の諏訪彩花もサプライズゲスト出演、イメージカラーは本来は茶であるが、ライブでは白を用いた。以降、諏訪はRhodanthe*のサポートメンバーとなっていたが、2019年2月6日リリースしたPhotoBook Single「Harmony」の発売をもって6番目のメンバーになることが発表された。

### ディスコグラフィ

#### シングル
| 全編曲: 上杉洋史。 |                                           |           |              |       |
| #                  | タイトル                                  | 作詞      | 作曲         | 時間  |
| 1.                 | 「夢色パレード」                          | yuiko     | Meis Clauson | 4:06  |
| 2.                 | 「My Best Friends」                       | 中塚武    | 中塚武       | 4:00  |
| 3.                 | 「夢色パレード」(みんなと一緒に練習用)    |           | Meis Clauson | 4:06  |
| 4.                 | 「My Best Friends」(みんなと一緒に練習用) |           | 中塚武       | 3:56  |
| 合計時間:          | 合計時間:                                 | 合計時間: | 合計時間:    | 16:08 |

| #  | タイトル                             | 作詞 | 作曲・編曲 | 時間 |
| -- | ------------------------------------ | ---- | ---------- | ---- |
| 1. | 「夢色パレード」(MUSIC VIDEO)        |      |            | 4:37 |
| 2. | 「夢色パレード」(MUSIC VIDEO MAKING) |      |            | 6:03 |

| 全編曲: 上杉洋史。 |                                               |           |              |       |
| #                  | タイトル                                      | 作詞      | 作曲         | 時間  |
| 1.                 | 「Happy⋆Pretty⋆Clover」                       | yuiko     | Meis Clauson | 4:21  |
| 2.                 | 「Shining Star」                              | 中塚武    | 中塚武       | 4:03  |
| 3.                 | 「Starring!!」                                | yuiko     | 木村有希     | 3:28  |
| 4.                 | 「Happy⋆Pretty⋆Clover」(みんなと一緒に練習用) |           | Meis Clauson | 4:20  |
| 5.                 | 「Shining Star」(みんなと一緒に練習用)        |           | 中塚武       | 4:03  |
| 6.                 | 「Starring!!」(みんなと一緒に練習用)          |           | 木村有希     | 3:22  |
| 合計時間:          | 合計時間:                                     | 合計時間: | 合計時間:    | 23:37 |

| 全作詞: ミズノゲンキ、全作曲: 山下洋介、全編曲: 上杉洋史。 |                                                   |              |            |       |
| #                                                          | タイトル                                          | 作詞         | 作曲・編曲 | 時間  |
| 1.                                                         | 「Harmony」                                       | ミズノゲンキ | 山下洋介   | 4:44  |
| 2.                                                         | 「Harmony」(みんなと一緒に練習用)                 | ミズノゲンキ | 山下洋介   | 4:44  |
| 3.                                                         | 「Rhodanthe*のおしゃべりモザイク 出張版」(ラジオ) | ミズノゲンキ | 山下洋介   | 21:56 |
| 合計時間:                                                  | 合計時間:                                         | 31:24        |            |       |

| #         | タイトル                                           | 作詞      | 作曲      | 編曲         | 時間  |
| --------- | -------------------------------------------------- | --------- | --------- | ------------ | ----- |
| 1.        | 「きんいろローダンセ」                             | yuiko     | kz        | kz, 白戸佑輔 | 4:19  |
| 2.        | 「Cheers」                                         | yuiko     | 白戸佑輔  | 白戸佑輔     | 5:04  |
| 3.        | 「Thank You for Your Smile」                       | 中塚武    | 中塚武    | 上杉洋史     | 3:54  |
| 4.        | 「きんいろローダンセ」(みんなと一緒に練習用)       |           | kz        | kz, 白戸佑輔 | 4:19  |
| 5.        | 「Cheers」(みんなと一緒に練習用)                   |           | 白戸佑輔  | 白戸佑輔     | 5:03  |
| 6.        | 「Thank You for Your Smile」(みんなと一緒に練習用) |           | 中塚武    | 上杉洋史     | 3:56  |
| 合計時間: | 合計時間:                                          | 合計時間: | 合計時間: | 合計時間:    | 26:35 |

| 全作詞: yuiko、全作曲・編曲: 睦月周平。 |                     |       |            |      |
| #                                       | タイトル            | 作詞  | 作曲・編曲 | 時間 |
| 1.                                      | 「Smiling Bouquet」 | yuiko | 睦月周平   | 4:02 |
| 合計時間:                               | 合計時間:           | 4:02  |            |      |

#### アルバム
| 枚  | 発売日        | タイトル                   | 規格品番   | 規格品番      | 最高位 |
| 枚  | 発売日        | タイトル                   | 初回限定盤 | 通常盤        | 最高位 |
| --- | ------------- | -------------------------- | ---------- | ------------- | ------ |
| 1st | 2015年9月2日  | FIRST*MODE                 | VTZL-105   | VTCL-60404    | 11位   |
| 2nd | 2021年8月18日 | Graduation Album「大感謝」 |            | VTCL-60546～7 | 33位   |

### 参加アルバム
- きんいろモザイク サウンドブック はじめまして よろしくね。（2013年8月21日）
  - 「さつきいろハルジオン」
- きんいろモザイク サウンドブック いつまでも一緒だよ。（2013年10月9日）
  - 「さくらいろチェリッシュ」
- ハロー!!きんいろモザイク サウンドブック また、会えたね。（2015年6月17日）
  - 「きらめきいろサマーレインボー」

### 映像作品
|     | 発売日         | タイトル                                                                  | 規格品番 | 備考 |
| --- | -------------- | ------------------------------------------------------------------------- | -------- | --- |
| 1st | 2014年10月22日 | Rhodanthe* Special Live BD 2014「ハロー*コンニチハ!!」@Zepp Tokyo         | VTXL-22  | 第2期主題歌のPVエキストラ参加権の応募券が同梱。 当選者は都内某所での同年11月23日の撮影に参加できた。               |
| 2nd | 2016年6月22日  | Rhodanthe* New Year Concert 2016 BD FIRST*MODE @東京国際フォーラムホールA | VTXL-27  | ステージのサイドモニターで流された特別編集の『きんいろモザイク』アニメーショントラックも映像特典として収録された。 |
| 3rd | 2023年3月29日  | Rhodanthe* Music Festival 2022 「大感謝!!」 ＠ぴあアリーナMM              | VTXL-47  | 映像特典として「きんいろローダンセ」のミュージックビデオが、音声特典としてオーディオコメンタリーが収録されている。 |

### タイアップ
| 楽曲                         | タイアップ                                                     | 時期   |
| ---------------------------- | -------------------------------------------------------------- | ------ |
| Jumping!!                    | テレビアニメ『きんいろモザイク』オープニングテーマ             | 2013年 |
| Your Voice                   | テレビアニメ『きんいろモザイク』エンディングテーマ             | 2013年 |
| さくらいろチェリッシュ       | テレビアニメ『きんいろモザイク』挿入歌                         | 2013年 |
| 夢色パレード                 | テレビアニメ『ハロー!!きんいろモザイク』オープニングテーマ     | 2015年 |
| きらめきいろサマーレインボー | テレビアニメ『ハロー!!きんいろモザイク』オープニングテーマ     | 2015年 |
| My Best Friends              | テレビアニメ『ハロー!!きんいろモザイク』エンディングテーマ     | 2015年 |
| Happy⋆Pretty⋆Clover          | 劇場版アニメ『きんいろモザイク Pretty Days』オープニングテーマ | 2016年 |
| Shining Star                 | 劇場版アニメ『きんいろモザイク Pretty Days』エンディングテーマ | 2016年 |
| Starring!!                   | 劇場版アニメ『きんいろモザイク Pretty Days』エンディングテーマ | 2016年 |

### Webラジオ
『Rhodanthe*のおしゃべりモザイク』は、2015年2月16日より発足したスマートフォン向けサイト『Rhodanthe*ラジオサポーターズクラブ』で配信の有料会員制Webラジオ。月額500円（税別）。
メインコンテンツであるラジオは原則毎月第2・4金曜日に更新。有料会員は最新の2回分（ただし会員登録不要の無料パートは最新回のみ）が視聴可能である。不定期的に過去アーカイブを配信する事がある。
| 回         | 配信日         | パーソナリティ | パーソナリティ | パーソナリティ | パーソナリティ | パーソナリティ | パーソナリティ | パーソナリティ | 備考                                                               |
| 回         | 配信日         | 西             | 田中           | 種田           | 内山           | 東山           | 諏訪           | ゲスト         | 備考                                                               |
| ---------- | -------------- | -------------- | -------------- | -------------- | -------------- | -------------- | -------------- | -------------- | ------------------------------------------------------------------ |
| 第1回      | 2015年2月16日  | ○              | ○              | ○              | ○              | ○              |                |                |                                                                    |
| 第2回      | 2015年3月6日   |                |                | ○              |                | ○              |                |                |                                                                    |
| 第3回      | 2015年3月20日  | ○              |                |                | ○              |                |                | ○              | ゲスト：佐藤正和（音楽プロデューサー）                             |
| 第4回      | 2015年4月3日   | ○              | ○              |                |                |                |                |                |                                                                    |
| 第5回      | 2015年4月17日  |                | ○              |                | ○              | ○              |                |                |                                                                    |
| 第6回      | 2015年5月15日  |                |                | ○              | ○              |                |                |                |                                                                    |
| 第7回      | 2015年5月29日  | ○              |                |                |                | ○              |                |                |                                                                    |
| 第8回      | 2015年6月12日  |                | ○              | ○              |                |                |                |                |                                                                    |
| 第9回      | 2015年6月26日  | ○              | ○              |                | ○              |                |                | ○              | ゲスト：山下宏（宣伝プロモーター）                                 |
| 第10回     | 2015年7月17日  |                | ○              |                |                | ○              |                |                |                                                                    |
| 第11回     | 2015年7月31日  | ○              | ○              |                |                |                |                | ○              | ゲスト：三木真由美（宣伝担当）                                     |
| 第12回     | 2015年8月14日  | ○              |                |                |                |                |                |                |                                                                    |
| 第13回     | 2015年8月28日  | ○              |                | ○              | ○              |                |                |                |                                                                    |
| 第14回     | 2015年9月11日  |                | ○              | ○              |                |                |                | ○              | ゲスト：山下宏（宣伝プロモーター）                                 |
| 第15回     | 2015年9月25日  |                |                |                |                | ○              |                |                |                                                                    |
| 第16回     | 2015年10月9日  |                | ○              |                | ○              |                |                |                |                                                                    |
| 第17回     | 2015年10月23日 | ○              | ○              |                |                |                |                | ○              | ゲスト：石村賢（原作担当編集）、三木真由美（宣伝担当）             |
| 第18回     | 2015年11月13日 |                | ○              |                |                | ○              |                |                |                                                                    |
| 第19回     | 2015年11月27日 |                |                |                | ○              |                |                |                |                                                                    |
| 第20回     | 2015年12月11日 |                | ○              | ○              |                |                |                |                |                                                                    |
| 第21回     | 2015年12月25日 | ○              | ○              |                |                |                |                |                |                                                                    |
| 新春特別編 | 2016年1月8日   | ○              | ○              | ○              | ○              | ○              | ○              |                |                                                                    |
| 第22回     | 2016年1月15日  |                | ○              |                | ○              |                |                |                |                                                                    |
| 第23回     | 2016年1月29日  | ○              | ○              |                |                |                | ○              |                |                                                                    |
| 第24回     | 2016年2月12日  | ○              |                | ○              |                | ○              |                |                |                                                                    |
| 第25回     | 2016年2月26日  |                |                |                | ○              | ○              |                |                |                                                                    |
| 第26回     | 2016年3月11日  | ○              | ○              | ○              |                |                |                |                |                                                                    |
| 第27回     | 2016年3月25日  | ○              | ○              | ○              | ○              | ○              |                |                |                                                                    |
| 第28回     | 2016年4月8日   |                |                | ○              | ○              |                |                |                |                                                                    |
| 第29回     | 2016年4月22日  | ○              | ○              |                |                | ○              |                |                |                                                                    |
| 第30回     | 2016年5月13日  |                |                | ○              |                |                |                |                |                                                                    |
| 第31回     | 2016年5月27日  | ○              |                |                | ○              | ○              |                |                |                                                                    |
| 第32回     | 2016年6月10日  | ○              | ○              | ○              | ○              | ○              |                |                |                                                                    |
| 第33回     | 2016年6月24日  |                | ○              |                |                | ○              |                |                |                                                                    |
| 第34回     | 2016年7月8日   | ○              |                |                |                |                | ○              |                |                                                                    |
| 第35回     | 2016年7月22日  |                | ○              |                |                |                |                |                |                                                                    |
| 第36回     | 2016年8月12日  |                | ○              | ○              |                | ○              |                |                |                                                                    |
| 第37回     | 2016年8月26日  | ○              |                |                |                |                |                | ○              | ゲスト：山下宏（宣伝プロモーター）                                 |
| 第38回     | 2016年9月9日   | ○              |                |                | ○              |                | ○              |                | 公開収録イベント＜西の巻＞                                         |
| 第39回     | 2016年9月23日  |                | ○              |                |                | ○              |                |                | 公開収録イベント＜東の巻＞                                         |
| 第40回     | 2016年10月14日 | ○              | ○              |                |                |                |                |                |                                                                    |
| 第41回     | 2016年10月28日 |                |                |                |                | ○              | ○              |                |                                                                    |
| 第42回     | 2016年11月11日 | ○              |                |                | ○              |                |                |                |                                                                    |
| 第43回     | 2016年11月25日 |                | ○              |                | ○              |                |                |                |                                                                    |
| 第44回     | 2016年12月9日  | ○              |                |                |                | ○              |                |                |                                                                    |
| 第45回     | 2016年12月23日 | ○              | ○              |                |                |                |                |                |                                                                    |
| 第46回     | 2017年1月13日  |                |                |                | ○              | ○              |                |                |                                                                    |
| 第47回     | 2017年1月27日  |                | ○              |                |                |                | ○              |                |                                                                    |
| 第48回     | 2017年2月10日  | ○              | ○              |                |                | ○              |                |                |                                                                    |
| 第49回     | 2017年2月24日  |                |                |                | ○              |                |                | ○              | ゲスト：佐藤正和（音楽プロデューサー）、山下宏（宣伝プロモーター） |
| 第50回     | 2017年3月10日  | ○              |                |                |                | ○              |                | ○              | ゲスト：佐藤聡美                                                   |
| 第51回     | 2017年3月24日  | ○              | ○              |                |                |                | ○              |                |                                                                    |
| 第52回     | 2017年4月14日  |                | ○              |                | ○              |                |                |                |                                                                    |
| 第53回     | 2017年4月28日  | ○              | ○              |                |                |                |                |                |                                                                    |
| 第54回     | 2017年5月12日  | ○              |                |                |                | ○              |                |                |                                                                    |
| 第55回     | 2017年5月26日  | ○              | ○              |                | ○              |                |                |                |                                                                    |
| 第56回     | 2017年6月9日   |                |                |                | ○              | ○              | ○              |                |                                                                    |
| 第57回     | 2017年6月23日  | ○              | ○              |                |                |                |                |                |                                                                    |
| 第58回     | 2017年7月14日  |                | ○              |                |                | ○              |                |                |                                                                    |
| 第59回     | 2017年7月28日  | ○              |                |                | ○              |                |                |                |                                                                    |
| 第60回     | 2017年8月11日  |                | ○              |                |                |                |                |                |                                                                    |
| 第61回     | 2017年8月25日  | ○              |                |                |                | ○              |                |                |                                                                    |
| 第62回     | 2017年9月15日  |                | ○              |                | ○              |                |                |                |                                                                    |
| 第63回     | 2017年9月29日  | ○              | ○              |                | ○              |                |                |                |                                                                    |
| 第64回     | 2017年10月14日 | ○              | ○              | ○              | ○              | ○              | ○              |                |                                                                    |
| 第65回     | 2017年10月27日 | ○              |                |                |                | ○              |                |                |                                                                    |
| 第66回     | 2017年11月10日 |                | ○              |                | ○              |                |                |                |                                                                    |
| 第67回     | 2017年11月24日 | ○              |                | ○              |                |                |                |                |                                                                    |
| 第68回     | 2017年12月8日  |                | ○              |                |                | ○              | ○              |                |                                                                    |
| 第69回     | 2017年12月22日 | ○              | ○              |                |                |                |                |                |                                                                    |
| 第70回     | 2018年1月12日  |                |                | ○              | ○              | ○              |                |                |                                                                    |
| 第71回     | 2018年1月26日  | ○              | ○              |                |                |                |                |                |                                                                    |
| 第72回     | 2018年2月9日   |                |                | ○              | ○              |                |                |                |                                                                    |
| 第73回     | 2018年2月23日  | ○              | ○              |                |                |                |                |                |                                                                    |
| 第74回     | 2018年3月9日   |                |                |                |                | ○              | ○              |                |                                                                    |
| 第75回     | 2018年3月23日  | ○              |                | ○              |                |                |                |                |                                                                    |
| 第76回     | 2018年4月13日  |                | ○              |                |                | ○              |                |                |                                                                    |
| 第77回     | 2018年4月27日  | ○              | ○              |                |                |                |                |                |                                                                    |
| 第78回     | 2018年5月11日  |                |                | ○              | ○              | ○              |                |                |                                                                    |
| 第79回     | 2018年5月25日  | ○              |                |                |                | ○              |                |                |                                                                    |
| 第80回     | 2018年6月8日   | ○              |                | ○              | ○              |                |                |                |                                                                    |
| 第81回     | 2018年6月22日  |                | ○              |                |                | ○              |                |                |                                                                    |
| 第82回     | 2018年7月13日  |                |                | ○              |                |                | ○              |                |                                                                    |
| 第83回     | 2018年7月27日  | ○              |                |                | ○              |                |                |                |                                                                    |
| 第84回     | 2018年8月10日  | ○              | ○              | ○              | ○              | ○              | ○              |                | 公開収録イベント2018〈京都公演〉                                   |
| 第85回     | 2018年8月24日  | ○              | ○              | ○              | ○              | ○              | ○              |                | 公開収録イベント2018〈東京公演〉                                   |
| 第86回     | 2018年9月14日  |                |                | ○              |                | ○              |                |                |                                                                    |
| 第87回     | 2018年9月28日  |                | ○              |                | ○              |                |                |                |                                                                    |
| 第88回     | 2018年10月12日 | ○              |                |                |                |                | ○              |                |                                                                    |
| 第89回     | 2018年10月26日 | ○              | ○              |                |                |                |                |                |                                                                    |
| 第90回     | 2018年11月9日  |                | ○              |                | ○              |                |                |                |                                                                    |
| 第91回     | 2018年11月23日 | ○              |                | ○              |                | ○              |                |                |                                                                    |
| 第92回     | 2018年12月14日 |                |                |                | ○              | ○              |                |                |                                                                    |
| 第93回     | 2018年12月28日 | ○              | ○              |                |                |                |                |                |                                                                    |
| 第94回     | 2019年1月11日  |                |                | ○              | ○              |                |                |                |                                                                    |
| 第95回     | 2019年1月25日  | ○              | ○              |                |                |                |                |                |                                                                    |
| 第96回     | 2019年2月8日   | ○              |                |                | ○              |                |                |                |                                                                    |
| 第97回     | 2019年2月22日  |                | ○              |                |                | ○              |                |                |                                                                    |
| 第98回     | 2019年3月8日   |                | ○              |                | ○              |                |                |                |                                                                    |
| 第99回     | 2019年3月22日  | ○              | ○              |                |                |                |                |                |                                                                    |
| 第100回    | 2019年4月12日  | ○              | ○              | ○              | ○              | ○              | ○              |                |                                                                    |
| 第101回    | 2019年4月26日  | ○              | ○              |                |                |                |                |                |                                                                    |
| 第102回    | 2019年5月10日  |                |                |                | ○              |                |                |                |                                                                    |
| 第103回    | 2019年5月24日  | ○              |                |                |                | ○              |                |                |                                                                    |
| 第104回    | 2019年6月14日  | ○              | ○              |                |                |                |                |                |                                                                    |
| 第105回    | 2019年6月28日  |                |                |                | ○              |                | ○              |                |                                                                    |
| 第106回    | 2019年7月12日  |                | ○              |                |                | ○              |                |                |                                                                    |
| 第107回    | 2019年7月26日  | ○              |                | ○              |                |                |                |                |                                                                    |
| 第108回    | 2019年8月2日   | ○              | ○              |                | ○              | ○              |                |                | 公開収録イベント2019 SUMMER＜京都公演＞その1                       |
| 第109回    | 2019年8月9日   | ○              | ○              |                | ○              | ○              |                |                | 公開収録イベント2019 SUMMER＜京都公演＞その2                       |
| 第110回    | 2019年8月16日  | ○              |                | ○              |                | ○              | ○              |                | 公開収録イベント2019 SUMMER＜東京公演＞その1                       |
| 第111回    | 2019年8月23日  | ○              |                | ○              |                | ○              | ○              |                | 公開収録イベント2019 SUMMER＜東京公演＞その2                       |
| 第112回    | 2019年9月13日  | ○              | ○              |                |                |                |                |                |                                                                    |
| 第113回    | 2019年9月27日  |                |                | ○              | ○              |                |                |                |                                                                    |
| 第114回    | 2019年10月11日 | ○              |                |                |                | ○              | ○              |                |                                                                    |
| 第115回    | 2019年10月25日 |                | ○              | ○              |                |                |                |                |                                                                    |
| 第116回    | 2019年11月8日  | ○              |                |                | ○              |                |                |                |                                                                    |
| 第117回    | 2019年11月22日 | ○              | ○              |                |                |                |                |                |                                                                    |
| 第118回    | 2019年12月13日 |                |                |                | ○              |                | ○              |                |                                                                    |
| 第119回    | 2019年12月27日 | ○              |                |                |                | ○              |                |                |                                                                    |
| 第120回    | 2020年1月10日  |                | ○              |                | ○              |                | ○              |                |                                                                    |
| 第121回    | 2020年1月24日  | ○              |                | ○              |                |                |                |                |                                                                    |
| 第122回    | 2020年2月14日  | ○              |                |                |                |                | ○              |                |                                                                    |
| 第123回    | 2020年2月28日  |                | ○              |                | ○              |                |                |                |                                                                    |
| 第124回    | 2020年3月13日  | ○              | ○              |                |                |                |                |                |                                                                    |
| 第125回    | 2020年3月27日  |                |                | ○              | ○              |                |                |                |                                                                    |
| 第126回    | 2020年4月10日  |                | ○              |                |                |                | ○              |                |                                                                    |
| 第127回    | 2020年6月12日  | ○              | ○              |                |                | ○              |                |                |                                                                    |
| 第128回    | 2020年6月26日  |                | ○              | ○              |                |                |                |                |                                                                    |
| 第129回    | 2020年7月10日  | ○              |                |                |                |                | ○              |                |                                                                    |
| 第130回    | 2020年7月24日  |                | ○              |                | ○              |                |                |                |                                                                    |
| 第131回    | 2020年8月14日  |                |                |                |                | ○              | ○              |                |                                                                    |
| 第132回    | 2020年8月28日  |                | ○              |                | ○              |                |                |                |                                                                    |
| 第133回    | 2020年9月11日  |                |                | ○              |                | ○              |                |                |                                                                    |
| 第134回    | 2020年9月25日  | ○              | ○              |                |                |                |                |                |                                                                    |
| 第135回    | 2020年10月9日  |                |                |                | ○              | ○              |                |                |                                                                    |
| 第136回    | 2020年10月23日 |                | ○              |                |                |                | ○              |                |                                                                    |
| 第137回    | 2020年11月13日 |                |                | ○              | ○              |                |                |                |                                                                    |
| 第138回    | 2020年11月27日 | ○              |                |                |                |                | ○              |                |                                                                    |
| 第139回    | 2020年12月11日 | ○              | ○              |                |                |                |                |                |                                                                    |
| 第140回    | 2020年12月25日 |                | ○              |                | ○              |                |                |                |                                                                    |
| 第141回    | 2021年1月8日   | ○              |                |                |                | ○              |                |                |                                                                    |
| 第142回    | 2021年1月22日  |                | ○              |                |                |                | ○              |                |                                                                    |
| 第143回    | 2021年2月12日  |                |                | ○              |                |                | ○              |                |                                                                    |
| 第144回    | 2021年2月26日  | ○              | ○              |                |                |                |                |                |                                                                    |
| 第145回    | 2021年3月12日  | ○              |                |                | ○              | ○              |                |                |                                                                    |
| 第146回    | 2021年3月26日  |                | ○              |                |                |                | ○              |                |                                                                    |
| 第147回    | 2021年4月9日   | ○              | ○              | ○              |                |                |                |                |                                                                    |
| 第148回    | 2021年4月23日  | ○              |                |                | ○              |                |                |                |                                                                    |
| 第149回    | 2021年5月14日  | ○              | ○              | ○              | ○              | ○              | ○              |                | 公開収録イベント～春のファン祭り～昼の部                           |
| 第150回    | 2021年5月28日  | ○              | ○              | ○              | ○              | ○              | ○              |                | 公開収録イベント～春のファン祭り～夜の部                           |
| 第151回    | 2021年6月11日  |                |                | ○              |                | ○              | ○              |                |                                                                    |
| 第152回    | 2021年6月25日  | ○              | ○              |                | ○              |                |                |                |                                                                    |
| 第153回    | 2021年7月9日   |                |                |                | ○              |                | ○              |                |                                                                    |
| 第154回    | 2021年7月23日  |                | ○              |                |                | ○              |                |                |                                                                    |
| 第155回    | 2021年8月13日  | ○              | ○              |                |                |                |                | ○              | ゲスト：大西沙織                                                   |
| 第156回    | 2021年8月27日  | ○              | ○              | ○              | ○              | ○              | ○              |                |                                                                    |
| 第157回    | 2021年9月17日  |                | ○              |                | ○              |                |                |                |                                                                    |
| 第158回    | 2021年9月24日  | ○              |                | ○              | ○              |                |                |                |                                                                    |
| 第159回    | 2021年10月8日  |                | ○              |                |                |                | ○              |                |                                                                    |
| 第160回    | 2021年10月22日 | ○              | ○              |                |                |                |                |                |                                                                    |
| 第161回    | 2021年11月12日 | ○              |                |                |                | ○              |                |                |                                                                    |
| 第162回    | 2021年11月26日 |                | ○              |                | ○              |                | ○              |                |                                                                    |
| 第163回    | 2021年12月10日 | ○              | ○              |                |                |                |                |                |                                                                    |
| 第164回    | 2021年12月24日 |                |                |                | ○              |                | ○              |                |                                                                    |
| 第165回    | 2022年1月14日  | ○              |                |                | ○              |                | ○              |                |                                                                    |
| 第166回    | 2022年1月28日  | ○              | ○              |                |                | ○              |                |                |                                                                    |
| 第167回    | 2022年2月11日  |                |                | ○              |                | ○              |                |                |                                                                    |
| 第168回    | 2022年2月25日  | ○              |                |                |                |                | ○              |                |                                                                    |
| 第169回    | 2022年3月11日  |                | ○              |                | ○              |                |                |                |                                                                    |
| 第170回    | 2022年3月25日  |                |                |                | ○              | ○              |                |                |                                                                    |
| 第171回    | 2022年4月8日   | ○              |                | ○              |                |                |                |                |                                                                    |
| 第172回    | 2022年4月22日  |                | ○              |                |                |                | ○              |                |                                                                    |
| 第173回    | 2022年5月13日  | ○              |                |                |                | ○              | ○              |                |                                                                    |
| 第174回    | 2022年5月27日  |                | ○              | ○              | ○              |                |                |                |                                                                    |
| 第175回    | 2022年6月10日  | ○              | ○              | ○              | ○              | ○              | ○              |                |                                                                    |
| 第176回    | 2022年6月24日  | ○              | ○              | ○              | ○              | ○              | ○              |                | 最終回                                                             |

### ライブ・イベント（Rhodanthe*）
| 公演年 | 形態           | タイトル                                           | 公演日・会場                                                                 |
| ------ | -------------- | -------------------------------------------------- | ---------------------------------------------------------------------------- |
| 2013年 | 出演           | 「Jumping!!」発売イベント                          | 全1公演：7月28日 サンシャインシティ噴水広場（東京都）                        |
| 2013年 | ゲスト         | ANIMAX MUSIX 2013                                  | 全1公演：11月23日 横浜アリーナ（神奈川県）                                   |
| 2014年 | ワンマンライブ | Rhodanthe* Special Live 2014 ハロー * コンニチハ!! | 全1公演：5月4日 Zepp Tokyo（東京都）                                         |
| 2014年 | ゲスト         | アニうた KITAKYUSHU 2014                           | 全1公演：12月7日 西日本総合展示場（福岡県）                                  |
| 2015年 | 出演           | シングル発売記念イベント「みんな、また会えたね!!」 | 全1公演：5月3日 ラゾーナ川崎プラザ・ルーファ広場グランドステージ（神奈川県） |
| 2015年 | ゲスト出演     | Animelo Summer Live 2015 -GATE-（3日目）           | 全1公演：8月30日 さいたまスーパーアリーナ（埼玉県）                          |
| 2016年 | ワンマンライブ | Rhodanthe* New Year Concert 2016「FIRST*MODE」     | 全1公演：1月1日 東京国際フォーラムホールA（東京都）                          |
| 2019年 | 出演           | フライングドッグ十周年記念 LIVE犬フェス2（2日目）  | 全1公演:10月6日 東京・豊洲PIT（東京都）                                      |
| 2022年 | ラストライブ   | Rhodanthe* Music Festival 2022 大感謝!!            | 全1公演：5月8日 ぴあアリーナMM（神奈川県）                                   |

### ラジオ公開録音
| 公演年 | タイトル                                                                | 公演日・会場                                              | 出演者                                                       |
| ------ | ----------------------------------------------------------------------- | --------------------------------------------------------- | ------------------------------------------------------------ |
| 2016年 | 『Rhodanthe*のおしゃべりモザイク』 公開収録イベント〜東へ西へ!!／西の巻 | 全1公演：9月3日 大阪会館（大阪府）                        | 西明日香・内山夕実・諏訪彩花                                 |
| 2016年 | 『Rhodanthe*のおしゃべりモザイク』 公開収録イベント〜東へ西へ!!／東の巻 | 全1公演：9月4日 関内ホール（神奈川県）                    | 田中真奈美・東山奈央                                         |
| 2018年 | 「Rhodanthe*のおしゃべりモザイク」公開録音                              | 全2公演：7月15日 京都KBSホール（京都府）                  | 西明日香・田中真奈美・種田梨沙・内山夕実・東山奈央・諏訪彩花 |
| 2018年 | 「Rhodanthe*のおしゃべりモザイク」公開録音                              | 全2公演：7月22日 サンパール荒川（東京都）                 | 西明日香・田中真奈美・種田梨沙・内山夕実・東山奈央・諏訪彩花 |
| 2019年 | 「Rhodanthe*のおしゃべりモザイク」公開収録イベント2019 SUMMER           | 全2公演：7月14日 京都KBSホール（京都府）                  | 西明日香・田中真奈美・内山夕実・東山奈央                     |
| 2019年 | 「Rhodanthe*のおしゃべりモザイク」公開収録イベント2019 SUMMER           | 全2公演：7月21日 東京多摩情報教育センターホール（東京都） | 西明日香・種田梨沙・東山奈央・諏訪彩花 特別ゲスト：三浦要    |
| 2021年 | 「Rhodanthe*のおしゃべりモザイク」公開収録イベント～春のファン祭り～    | 全2公演：4月24日 高槻市現代劇場（大阪府）                 | 西明日香・田中真奈美・種田梨沙・内山夕実・東山奈央・諏訪彩花 |

## コラボレーション
他作品とのコラボレーションとして『ゆゆ式』（「まんがタイムきらら」連載、2013年4月 - 6月にテレビアニメを放送）とのエイプリルフール企画が実施され、それぞれの公式サイト同士で登場人物の入れ替えが行われたほか、本作の第6話では作中に登場した雑誌「アニメタイムきらら」の巻中特集のキャラクターとして登場している。また、放送直前の6月24日には芳文社本社にて、同クールに毎日放送製作「アニメイズム」枠で放送された『恋愛ラボ』との巨大看板が掲示された。